# Lesbia victoriae
Lesbia victoriae là một loài chim trong họ Chim ruồi.